# القضارف
القضارف (به عربی: القضارف) یک شهر در سودان است.

## خصوصیات
القضارف ۳۶۳٬۹۴۵ نفر جمعیت دارد و ۶۳۴ متر بالاتر از سطح دریا واقع شده‌است.